# Between the Buttons
«Between The Buttons»  — музичний альбом гурту «The Rolling Stones». Виданий 20 січня 1967 у Британії і 11 лютого 1967 в США лейблами London і Decca Records. Загальна тривалість композицій становить 38:51. Альбом відносять до напрямку рок, психоделічний рок. Альбом включено до Списку 500 найкращих альбомів усіх часів за версією журналу «Rolling Stone» на 355-й позиції.

## Список пісень
| 1. «Yesterday's Papers» — 2:04 2. «My Obsession» — 3:17 3. «Back Street Girl» — 3:27 4. «Connection» — 2:08 5. «She Smiled Sweetly» — 2:44 6. «Cool, Calm and Collected» — 4:17 7. «All Sold Out» — 2:17 8. «Please Go Home» — 3:17 9. «Who's Been Sleeping Here?» — 3:55 10. «Complicated» — 3:15 11. «Miss Amanda Jones» — 2:47 12. «Something Happened to Me Yesterday» — 4:55 | 1. «Let's Spend the Night Together» — 3:36 2. «Yesterday's Papers» — 2:04 3. «Ruby Tuesday»* — 3:17 4. «Connection» — 2:08 5. «She Smiled Sweetly» — 2:44 6. «Cool, Calm and Collected» — 4:17 7. «All Sold Out» — 2:17 8. «My Obsession» — 3:17 9. «Who's Been Sleeping Here?» — 3:55 10. «Complicated» — 3:15 11. «Miss Amanda Jones» — 2:47 12. «Something Happened to Me Yesterday» — 4:55 |

## Музиканти
- Мік Джаггер — вокал, перкусія, губна гармошка
- Кіт Річардс — гітара, вокал, бас-гітара, фортепіано, орган,
- Браян Джонс — фортепіано, орган, акордеон, марімба, віолончель, флейта, ситар, губна гармошка, банджо, ударні, Казу, саксофон, валторна, труба
- Чарлі Воттс — ударні
- Білл Вайман — бас-гітара, барабани
- Нікі Хопкінс — фортепіано
- Джек Ніцше — фортепіано, клавесин, барабани
- Ян Стюарт — фортепіано, орган

## Хіт-паради

### Альбом
| Рік  | Хіт-парад            | Позиція |
| ---- | -------------------- | ------- |
| 1967 | UK Albums Chart      | 3       |
| 1967 | Billboard Pop Albums | 2       |
| 1968 | Billboard Pop Albums | 178     |

### Сингли
| Рік  | Сингл                          | Хіт-парад             | Позиція |
| ---- | ------------------------------ | --------------------- | ------- |
| 1967 | Let's Spend The Night Together | UK Top 50 Singles     | 3       |
| 1967 | Let's Spend The Night Together | The Billboard Hot 100 | 55      |
| 1967 | Ruby Tuesday                   | The Billboard Hot 100 | 1       |